# Ремігіюс Сабуліс
Ремігіюс Сабуліс (лит. Remigijus Sabulis, 29 серпня 1954, Каунас — 29 грудня 2019, Вільнюс) — радянський і литовський актор театру і кіно, сценарист, режисер. Заслужений артист Литовської РСР (1986).

## Біографія
У 1976 році закінчив факультет акторської майстерності Литовської консерваторії та у 1992 році — Вищі курси кінорежисури при Литовській консерваторії (майстерня А. Жебрюнаса).
У 1976—1989 рр. — актор Каунаського драматичного театру.
У кіно знімався з 1979 року, зіграв понад 35 ролей. Популярність принесла роль у фільмі «Багач, бідняк...» (1982, Томас Джордах). 
Зіграв головні ролі в українських кінокартинах «За два кроки від „Раю“» (1984, капітан Долгінцев),  «Ми звинувачуємо» (1985, Френсіс Гері Пауерс) та «Полтергейст-90» (1991, Андрій Басаргін, журналіст).
Режисер двох короткометражних і одного документального фільмів.
2008 р. — Лауреат литовської кінопремії «Срібний журавель»/Sidabrinė gervė у номінації Найкраща чоловіча роль другого плану у фільмі «Заклинання гріха» (2007).
Помер 29 грудня 2019 у віці 65-ти років, похований на цвинтарі Антакалніо у Вільнюсі.

## Фільмографія

### Акторські роботи
- «Куди йдуть казки»/Kur iškeliauja pasakos (1973, епізод, немає в титрах)
- «Поранена тиша»/Sužeista tyla (1979, Пакальніс)
- «Сусіди»/Kaimynai (1979, Йонас Лукна)
- «Американська трагедія» (1981, Ерл Ньюком, помічник прокурора)
- «Карл і Анна»/Karlas ir Ana (1981, фільм-спектакль; Ріхард)
- «Рай червоного дерева»/Raudonmedžio rojus (1981, Чарлі)
- «Багач, бідняк...»/Turtuolis, vargšas (1982, Томас Джордах)
- «Політ через Атлантичний океан»/Skrydis per Atlantą (1983, Стяпонас Дарюс)
- «Дев'ять кіл падіння»/Devyni nuopuolio ratai (1984, Константінас Олшаускас, ксьондз)
- «За два кроки від „Раю“» (1984, капітан Долгінцев; Одеська кіностудія, реж. Теймураз Золоєв)
- «Чужий випадок»/Svešs gadījums (1985, Ерік)
- «Ми звинувачуємо» (1985, Френсіс Гері Пауерс; кіностудії О. Довженка, реж. Тимофій Левчук)
- «Одинокий автобус під дощем» (1986, Володимир Зенич, слідчий)
- «Брати на світанку»/Priešaušrio broliai (1987, Йонас)
- «Наприкінці ночі»/Im Morgengrauen (1987, СРСР—НДР; Микола Борщ, штурман)
- «Туман»/Rūkas (1988, Зенюс, робочий)
- «Ідеальний злочин» (1989, адвокат Рондол; озвучив Володимир Антоник)
- «Сім'я Зітарів»/Zītaru dzimta (1990, Карліс)
- «Полтергейст-90» (1991, Андрій Басаргін, журналіст; вир. «Мандрівник», ТВО «Одеса», реж. Владислав Сємєрнін, Борис Загряжський)
- «Роман „alla russa“» (1994, Білорусь; Рейн)
- «Намисто з вовчих зубів» (1997, співробітник КДБ)
- «Поросль»/Atžalos (1998—2000)
- «Замовне вбивство» (2001, Литва—США, бармен)
- «Небезпечний»/Perilous (2002, США—Литва; охоронець)
- «Кров тамплієрів» (2004, Німеччина—Литва)
- «Війна і мир» (Росія—Франція—Німеччина—Італія—Іспанія—Польща; Карл)
- «Заклинання гріха» (2007, Лєо)
- «Бедуїн» (2011, Росія; Іван)
- «Мій шлях»/Mai wei (2011, Південна Корея)
- «Процес» (2011, т/с, Росія; Даг Ланкастер, американець)
- «Золотий кінь» (2014, Данія—Латвія—Литва—Люксембург)
- «Пригоди Густава»/Gustavo nuotykiai (2014, Литва)
- «Чорні вдови»/Juodosios našlės (2016, Литва)
- «Зеро 3»/Zero 3 (2017, Литва; Александрас)
- «Годунов» (2018—2019, т/с, Росія; Джон Браун, англійський купець) та ін.

### Сценарист
- «Двійник»/Dvynys (1990, короткометражний, Литва; співавтор сценар.)
- «Литовський транзит» (2003, телесеріал, Литва—Росія; співавтор сценар.)
- «Таємниця Літуаніки»/Lituanica paslaptis (2013, документальний, Литва; співавтор сценар.)

### Режисер
- «Двійник»/Dvynys (1990, короткометражний, Литва; за мотивами твору Р. Ґавяліса)
- «Королівство»/Regno (1991, короткометражний, Литва; за мотивами твору Дж. Орвелла «Скотний двір»)
- «Таємниця Літуаніки»/Lituanica paslaptis (2013, документальний, Литва)